# Witpluimhoningeter
De witpluimhoningeter (Ptilotula penicillata synoniem: Lichenostomus penicillatus) is een zangvogel uit de familie der honingeters (Meliphagidae).

## Verspreiding en leefgebied
Deze vogel is endemisch in Australië en telt vier ondersoorten:
- P. p. penicillata - komt voor in Zuidoost-Australië (Midden-Queensland tot Victoria en Zuid-Australië).
- P. p. leilavalensis - komt voor in centraal Australië.
- P. p. carteri - komt voor langs de kust van West-Australië tot het Noordelijk Territorium.
- P. p. calconi - komt voor in West-Australië en in het Noordelijk Territorium.

## Status
De grootte van de populatie is niet gekwantificeerd maar de soort wordt omschreven als algemeen. Op de Rode lijst van de IUCN heeft deze soort de status niet bedreigd.

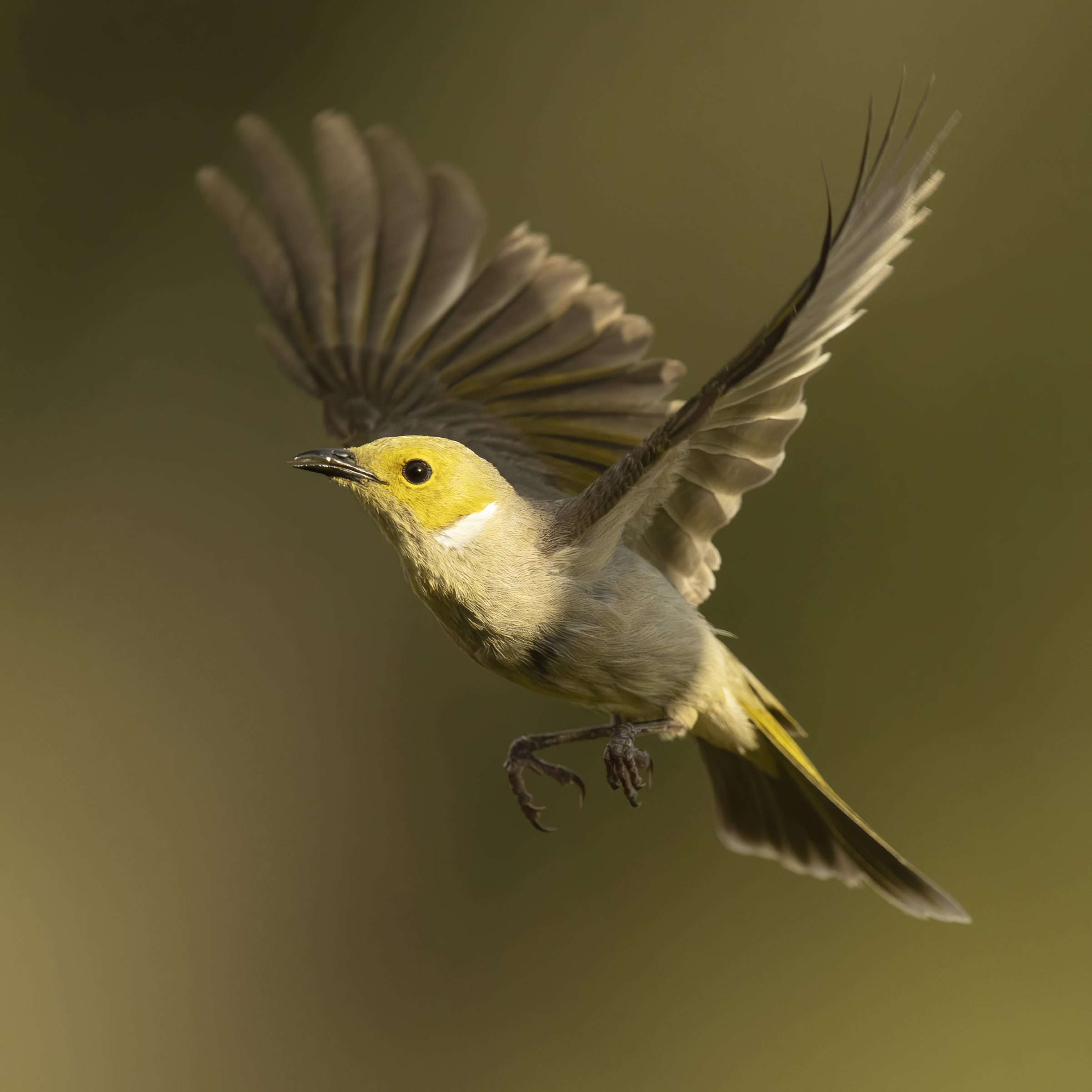
Witpluimhoningeter tijdens de vlucht